# Acradenia frankliniae
Acradenia frankliniae är en vinruteväxtart som beskrevs av Kipp.. Acradenia frankliniae ingår i släktet Acradenia och familjen vinruteväxter. Inga underarter finns listade i Catalogue of Life.